# Paris Pişmiş
Marie Paris Pişmiş de Recillas (originalmente Mari Sukiasyan (Մարի Սուքիասեան) (30 de enero de 1911 – 1 de agosto de 1999) fue una astrónoma mexicana nacida en Turquía y de origen armenio.
Pişmiş nació en Ortaköy, un barrio del distrito de Beşiktaş, en Estambul. Su padre era nieto de Migirdiç Pişmiş, un amira armenio que fue ministro de Finanzas del sultán Abdul-Aziz (1861-1876), y su madre era sobrina de Mateós Izmirlian, catolicós de todos los armenios (1908-1910). En 1937 se convirtió en la primera mujer en obtener un doctorado de la Facultad de Ciencias de la Universidad de Estambul. Su supervisor doctoral fue Erwin Finlay Freundlich, llegado allí como muchos científicos alemanes fugitivos de la persecución nazi, quien se percató de su genio y la apoyó para trasladarse a EE. UU. como becaria de Harvard en 1938. Tras permanecer en los Estados Unidos como consecuencia del estallido de la Segunda Guerra Mundial, desarrolló actividades académicas en la Harvard University donde conoció a su futuro esposo Félix Recillas, un matemático mexicano. Finalmente se instalaron en México, D. F., y así Pişmiş se convirtió en la primera astrónoma profesional en México. De acuerdo con Dorrit Hoffleit: 

"fue la persona más influyente en el establecimiento de la importancia de México en la educación y la investigación astronómica".

Durante más de cincuenta años trabajó en la UNAM, la que le otorgó una serie de galardones, incluyendo el "Premio Enseñanza de las Ciencias".
Pişmiş estudió, entre otros, la cinemática de galaxias, la nebulosa H II, la estructura de cúmulos estelares abiertos, y de nebulosas planetarias. Compiló el catálogo Pismis de 22 cúmulos estelares abiertos, y 2 cúmulos globulares en el hemisferio sur.
En 1998 publicó una autobiografía intitulada "Reminiscences in the Life of Paris Pişmiş: a Woman Astronomer". Falleció en 1999. De acuerdo con sus deseos, fue cremada. Su hija Elsa Recillas Pishmish es una astrofísica.

## Algunas publicaciones
- paris Pișmiș, gabriel Cruz-González. 1998. Reminiscences in the Life of Paris Pismis: A Woman Astronomer. Editor Universidad Nacional Autónoma de México, Instituto de Astronomía, Instituto Nacional de Astrofísica, Óptica y Electrónica, 103 pp. ISBN 9683664490, ISBN 9789683664495

- ---------------. 1938. On the Interpretation of the K-term. Vol. 10 de Publications of the Istanbul University Observatory. 23 pp.